# Nastassja Martin
Pour les articles homonymes, voir Martin (nom de famille).
Nastassja Martin (née en 1983 à Grenoble) est une anthropologue française, spécialiste des populations du Grand Nord .
Elle est connue pour son récit Croire aux fauves dans lequel elle décrit son agression par un ours.

## Biographie
Nastassja Martin grandit dans les Alpes avant de rejoindre Paris pour faire des études d'anthropologie à l'École des hautes études en sciences sociales.
À 23 ans, elle rejoint les Gwich'in, société de chasseurs-cueilleurs, en Alaska, pour réaliser une thèse sous la direction de Philippe Descola, dont les travaux et la pensée marqueront profondément ses travaux ultérieurs : pour cette raison, elle est classée parmi les « penseurs du vivant », galaxie de chercheurs influencés par le « tournant ontologique » proposé par Bruno Latour et Philippe Descola.
En 2016, elle publie Les Âmes sauvages, le récit de son expérience en Alaska auprès de cette population.
En août 2015, alors qu'elle se trouve dans les montagnes du Kamtchatka, aux confins de la Sibérie, pour y réaliser une étude anthropologique auprès des Évènes, Nastassja Martin est attaquée par un ours. L'animal la défigure, elle perd un morceau de sa mâchoire. S'ensuivent des mois d’hospitalisation en Russie, puis à Paris. De cette expérience, elle écrit un récit qui sort en librairie en octobre 2019. Croire aux fauves raconte sa rencontre avec l'ours, sa renaissance et sa vision animiste du monde. Véritable succès de vente, l'ouvrage a connu sept réimpressions à ce jour.
En 2020, elle participe à un comité contre un projet d'extension du domaine skiable à La Grave et le massif des Écrins.
À l'est des rêves, paru en 2022, poursuit et prolonge avec les lecteurs le partage de son approche anthropologique, mais affirme surtout le questionnement profond de sa pensée, cherchant à dépasser les stigmates d'une pensée coloniale et basée sur l'anthropocentrisme.

## Publications

### Ouvrages papier
- Les Âmes sauvages : face à l'Occident, la résistance d’un peuple d’Alaska, Paris, La Découverte, 2016, 314 p.,  (ISBN 9782072849787)[17]
- Croire aux fauves, Paris, Verticales, 2019, 152 p.,  (ISBN 9782707189578)[18],[19]
- À l'Est des rêves, Paris, La Découverte, 2022, 250 p.,  (ISBN 9782359251241)[20]
- Les sources de glace, Paris, Paulsen, 2025, 184 p.,  (ISBN 978235221-5547)[21]

### Livre audio
- Croire aux fauves, lu par Lara Suyeux, « Écoutez Lire », Gallimard, Paris,  (ISBN 9782072904738) - Prix du public 2021 de la Plume de Paon catégorie Contemporain[22]

## Filmographie
- (réalisé par Mike Magidson) Kamtchatka : un hiver en pays évène, Arte, 2018.

## Adaptations
- Croire aux fauves est adapté à la scène par le Groupe Wanda à la fin de l'année 2024[23],[24]
- Croire aux fauves est adapté à la scène par la Compagnie Ume Théâtre[25],[26]
- France culture fait une adaptation radiophonique de Croire aux fauves[27]
- Miedka de la Compagnie Zanco est un spectacle itinérant inspiré d'interviews de Nastassja Martin[28]

## Distinctions
En 2017, Nastassja Martin est lauréate du prix Louis-Castex de l’Académie française pour Les âmes sauvages. Face à l’Occident, la résistance d’un peuple d’Alaska et en 2020, du prix François Sommer pour Croire aux fauves.
La version livre audio de Croire aux fauves, lu par la comédienne Lara Suyeux, remporte en 2021 le Prix du public de la Plume de Paon qui organise les Grands Prix du livre audio remis au CNL.